# Jakob Wosky von Bärenstamm
Jakob Johann Josef Wosky von Bärenstamm (obersorbisch Jakub Jan Józef Wóski z Baerenstamma; * 26. Juli 1692 in Crostwitz, Sachsen; † 3. Dezember 1771 in Bautzen) war von 1743 bis zu seinem Tod Dekan des katholischen Kapitels St. Petri in Bautzen und Apostolischer Präfekt des Bistums Meißen in den beiden Lausitzen.  Wosky empfing als erster der Bautzener Dekane auch die Bischofsweihe. 

## Leben
Der Sorbe Jakub Jan Józef Wóski war der Sohn eines wohlhabenden Bauern aus Crostwitz, einem Ort, der unter der Herrschaft des Klosters St. Marienstern stand und wie dieses während der Reformation katholisch geblieben war. Seine erste Ausbildung erhielt er an der Dorfschule seines Heimatorts und auf der vom Domkapitel unterhaltenen katholischen Schule in Bautzen.

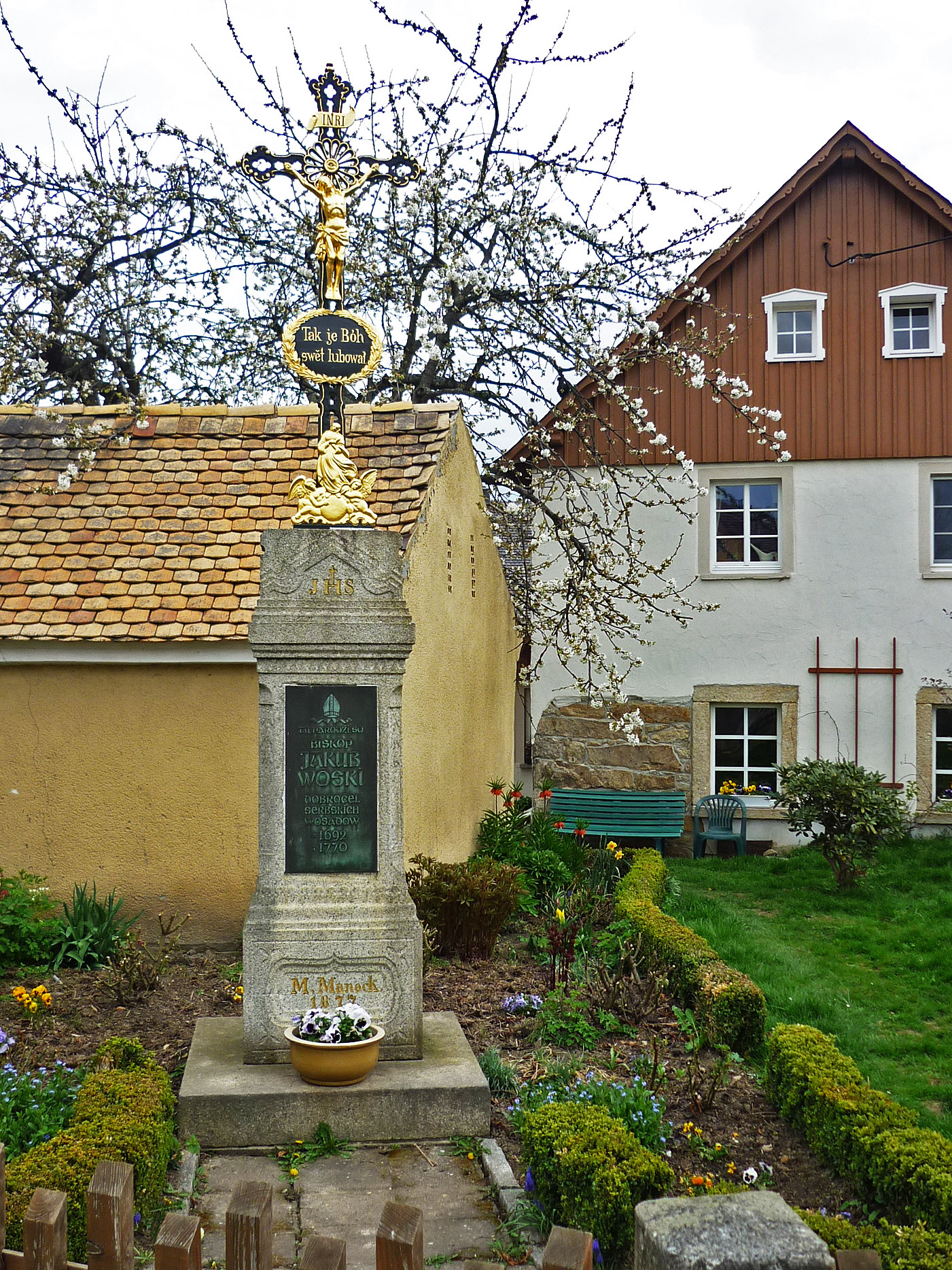
Kreuz zur Erinnerung an Jakob Wosky in Crostwitz

1712 ging Wosky zum Theologiestudium nach Prag. Er besuchte die Karl-Ferdinands-Universität und lebte als Alumne im Wendischen Seminar auf der Prager Kleinseite. 1718  empfing er die Priesterweihe. In den folgenden Jahren wirkte Wosky als Kaplan und Pfarrer in verschiedenen Gemeinden seiner Oberlausitzer Heimat, bis er eine Pfründe im Bautzener Kapitel erhielt. Im Jahr 1743 wählten ihn die Kapitularen als Nachfolger des verstorbenen Johann Freyschlag von Schmidenthal zu ihrem Dekan. Zwei Jahre darauf verlieh ihm Papst Benedikt XIV. die Pontifikalien. Das heißt, Wosky durfte nun Firmungen spenden. Diese Rechte waren nicht nur an Woskys Person gebunden, sondern standen von da an allen seinen Nachfolgern im Bautzener Dekanat zu. 
Die Apostolische Präfektur Meißen in der Lausitz erlebte unter der Führung Woskys eine Glanzzeit. Unterstützt von der katholischen Kurfürstenfamilie in Dresden baute der Dekan die Seelsorge in seinem Amtsbereich aus und errichtete neue Kirchen und Pfarreien. Intensiv förderte er die Verehrung des hl. Benno. 1746 ließ er einen Bennoaltar mit einem Bild von Stefano Torelli im Petridom aufbauen. Der Altar wurde später abgebrochen; das Altarbild ist heute in der Bautzener Domschatzkammer zu sehen. Es war ein Geschenk des italienischen Kaufmanns Francesco Comolo aus Dresden an das Bautzner Kapitel. Die von Wosky selbst finanzierte Pfarrkirche in Ostro wurde 1772 ebenfalls dem hl. Benno geweiht. Neben der schon erwähnten Kirche von Ostro wurden während Woskys Dekanats auch neue katholische Gotteshäuser in Schirgiswalde, Nebelschütz, Crostwitz und Radibor gebaut.
Der Domdekan sorgte sich auch um den Ausbau des Elementarschulwesens. Dafür waren in der Oberlausitz die Inhaber der einzelnen ständischen Herrschaften zuständig. Unter Wosky wurden in den der Herrschaft des Bautzener Kapitels unterstehenden Dörfern zahlreiche Schulen erweitert, die Lebensbedingungen der Lehrer verbessert und auch einige neue Schulen errichtet. Die besseren Bildungsmöglichkeiten kamen nicht zuletzt den katholischen Sorben zugute, die einen Großteil der Untertanen des Domkapitels ausmachten.   
1753 wurde Wosky zum Titularbischof von Pergamum ernannt. Im selben Jahr empfing er in Prag die Bischofsweihe. Im Zusammenhang mit seiner Erhebung zum Bischof bekam Wosky von Kaiser Franz Stephan auch ein Adelsprädikat, „von Bärenstamm“, und ein Wappen verliehen. Dieses zeigte das Osterlamm mit Kreuzfahne, einen Bären mit Bienenstock und sechs silberne Kugeln.